# 丸糯米
丸糯米為台灣改良米種之一，曾於1910年代取代在來米成為台灣外銷米大宗。產地為台灣新竹州與台中州。
1902年，台灣桃園八塊庄農民呂文昌由糯米改良新米種成功，因形狀豐潤，故取名丸糯米。丸糯米特色除了稻穗外觀豐圓短大抗風性強外，米粒也呈現純白顏色且黏著力強。因價廉物美，自1910年起開始輸出日本，成為台灣銷往日本的主力米種之一，常用來製作日本內地過年使用之年糕。